# 児島明子
児島 明子（こじま あきこ、1936年10月29日 - ）は、日本のファッションモデルである。1959年（昭和34年）のミス・ユニバース・ジャパンでもあり、アメリカ合衆国で開催された第8回ミス・ユニバース世界大会（ミス・ユニバース1959）で栄冠を獲得した。日本人として、アジア人として初めてのミス・ユニバース世界大会優勝者である。「有色人種」初のミス・ユニバースとも言われる。また、1952年の第1回大会で優勝したミス・フィンランド、アルミ・クーセラ以来の旧枢軸国（第二次世界大戦の敗戦国）出身のミス・ユニバースでもある。
宝田明の最初の妻、児島未散の母としても知られる。

## 人物・来歴

### 1959年以前
1936年（昭和11年）10月29日、東京府東京市世田谷区豪徳寺に生まれた。出生時の体重は1貫110匁（4160グラム）もあった。5歳から水泳を始めた。小学校2年のとき大東亜戦争（太平洋戦争）のため高知県高知市に疎開し、高知市立潮江小学校・私立土佐女子中学校を卒業した。4人きょうだいの2人目であったが、1950年（昭和25年）に旧軍人だった父が亡くなり、以後は姉や弟と共に母に育てられた。高知市立高知商業高等学校在学中は平泳ぎの選手として活躍した。
1953年（昭和28年）、産経新聞社高知支局は姉の児島和子にミス・ユニバースへの出場をオファーした。和子は出場を断り、明子に代わりに出ないかと水を向けた。当時ファッションモデルになりたかった明子にとってこれはチャンス、と四国代表として出場する。
帝国劇場で開かれた第2回ミス・ユニバース日本大会に16歳の若さで出場し、日本代表に選ばれた伊東絹子（世界大会で第3位に入賞）に次ぐ準ミスに入賞した。後の報道によると、このとき絹子と明子は甲乙つけ難く、審査員の意見も真っ二つに割れた。審査委員長の川口松太郎は
あなたは、あまりに年が若すぎるというだけで2位にした。実のところ、これほど優劣をつけるのが難しかったことはない。来年はきっといらっしゃい。私たちはあなたを待っています—川口松太郎、
と、明子を励ました。
1954年は産経新聞社奈良支局の推薦を得て出場するも予選落ち、1958年は交通事故で負傷して不戦敗（後述）。
高校卒業後、帰京してFMGに所属し、ファッションモデルをしていた1958年（昭和33年）ミス・ユニバースとミス・ワールドの日本代表を同時に選ぶ大会に応募し、21歳で東京代表となった。しかし日本代表を選ぶ直前の6月4日、都内で行われた各地代表のパレードの最中、児島らが乗っていた車が追突事故に巻き込まれ、児島を含む4人が負傷した。児島は有力候補と見られていたが、やむなく棄権した。
児島は2か月の入院を余儀なくされたが、翌年の地区予選を免除され、東京体育館で開かれる日本大会に出場出来ることになった。年が明けると、オーストラリアを2回訪れてファッションショーに参加した。

### ミス・ユニバース1959
日本大会は1959年（昭和34年）6月8日から12日まで、三たび挑戦した児島はドレス、水着、スピーチで審査員全員一致の満点の成績をおさめ、前年の森武知子からミス・ユニバース日本代表（『ミス・ユニバース・ジャパン』）を引き継ぎ、同年7月18日（現地時間による。日本時間では19日）からアメリカ・ロングビーチで開催されたミス・ユニバース1959に出場した。この大会はミスUSA大会と合同で行われ、児島はホテルでミス・イリノイと同室であった。
7月23日（日本時間24日）、予選を通過、トップ15に残る。7月24日（日本時間25日）の最終審査で、ブラジル、イングランド、USA、ノルウェーの各代表を抑えて優勝し、第7代ミス・ユニバースのミス・コロンビア、ルス・マリナ・スールアガから栄冠を譲り受けた。
7月25日午後3時40分、産経新聞社外信部にに児島の優勝を伝える第一報が入電すると、十数人のスタッフは耳を疑った。ロングビーチ特設支局や外電からの情報にもとづく事前予測は「どうにか入賞するかもしれない」といった程度のものだったからだ。程なくして外信部・社会部はじめ編集局は歓声に包まれた。
児島はたどたどしい英語で夢は「かわいい妻になりたい（to make a lovely wife）」と話し、好きなスポーツとして水泳とゴルフを挙げた。また、5月26日に開催が決まっていた1964年東京オリンピックについて「5年後には日本でオリンピックが催されます。日本では全力をあげてその準備を進めています。みなさんの来日を心からお待ちしています。私はスポーツ選手ではありませんが、いまこの美しいロングビーチで美のオリンピックともいうべきミス・ユニバース・コンテストに参加できたことを心から幸福に思っています」と日本語で話した。
第1回から国内大会の審査委員長を務めている川口松太郎も
審査委員長を8年間続けてきて、ようやくミス・ユニバースが生まれた。嬉しさもひとしおだよ。いままで、もう生涯ミス・ユニバースは生まれないかもしれぬと諦めかけていた矢先だからね。ともかく、これでいつでも安心して審査委員長をやめられるというものだ—川口松太郎、
とコメントしている。

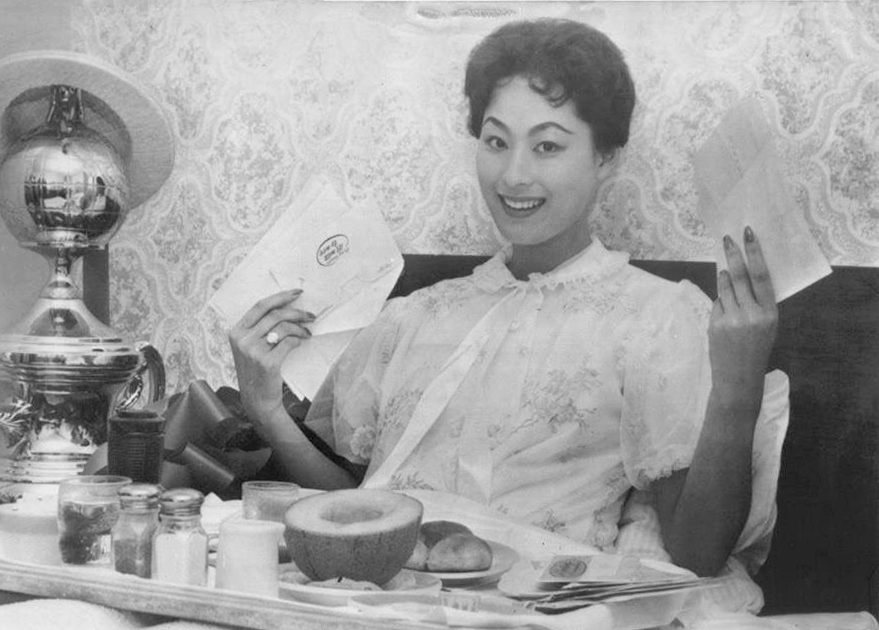
プレス写真。ベッドでの朝食の様子（ロングビーチ、1959年）
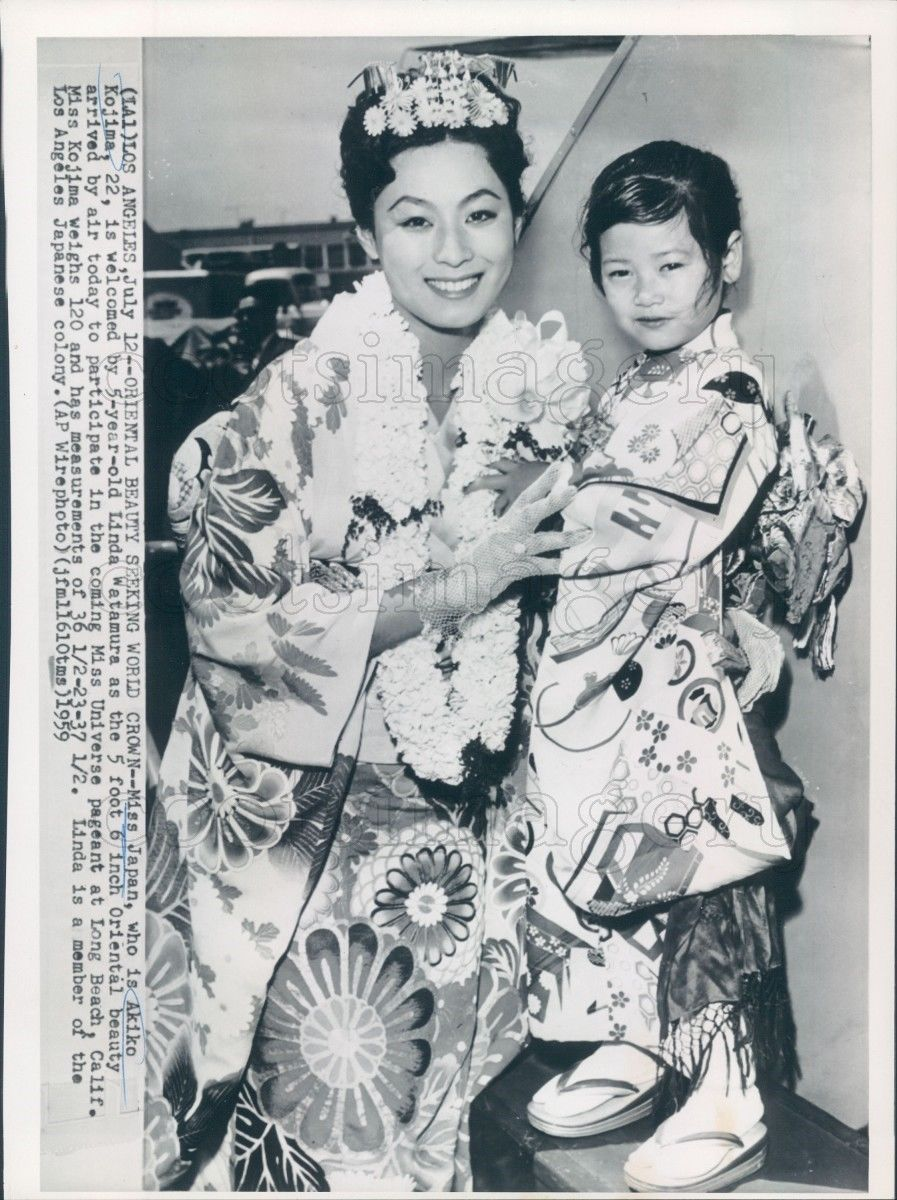
同プレス写真 着物姿
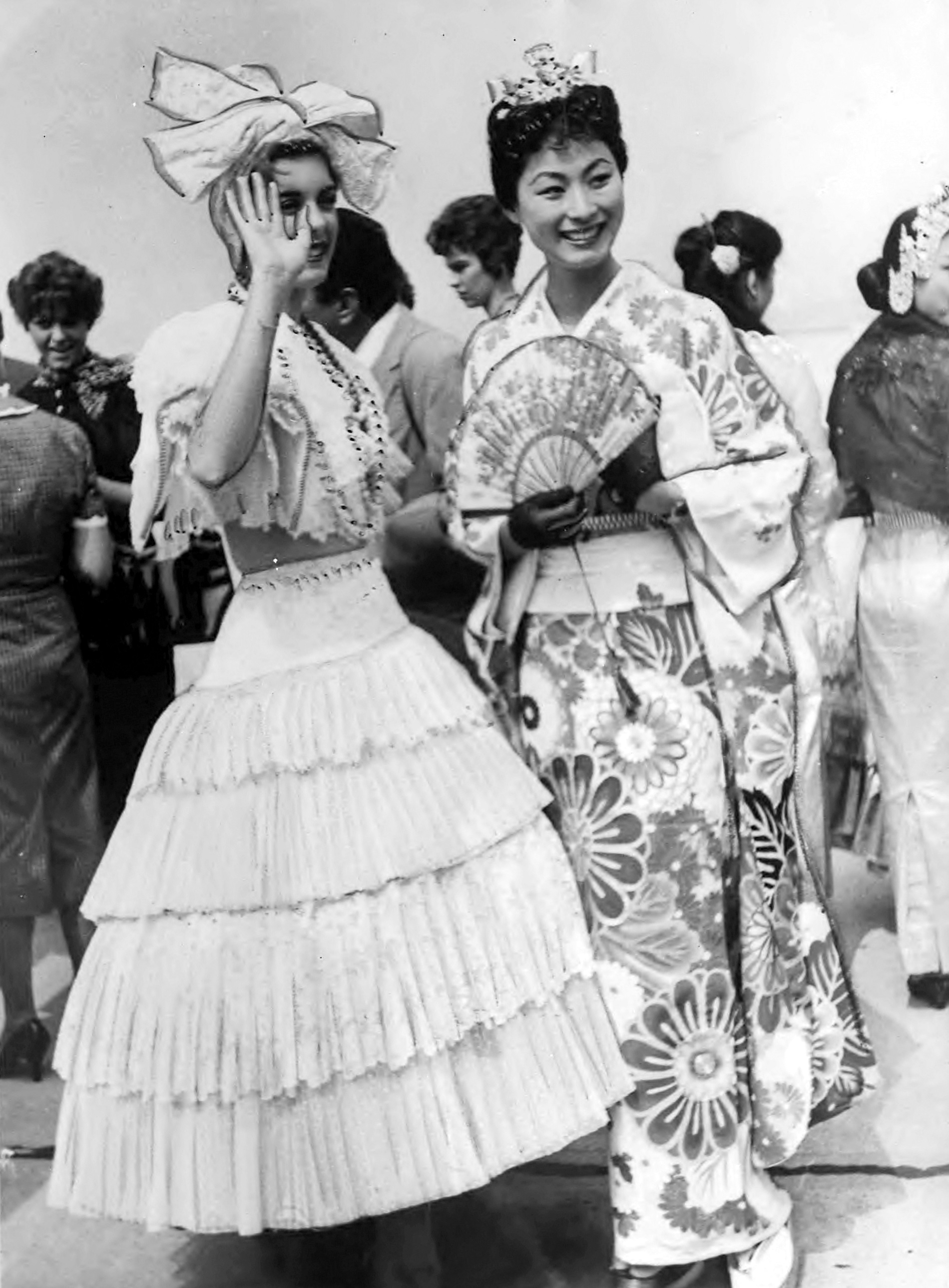
ブラジルのベラ・リベイロと児島

### 37ー23ー38
児島は当時22歳で、日本大会の主催者（産業経済新聞社）発表では身長は167センチメートル、体重は55キログラム、スリーサイズは97-60-96 cm。大会に出場した全国の代表56人中、体重は11番目、ウエストは10番目に過ぎなかったが身長は5番目に高く、最大のバストと2番目のヒップを誇った。バスト97 cmは公表された限りにおいて、現在に至るまで歴代ミス・ユニバース・ジャパンの最大サイズであり、ヒップ96 cmは2番目である。世界大会では少し痩せたが身長5フィート6インチ=66インチ≒167.6 cm、体重は120ポンド≒54.4 kg、スリーサイズは37-23-38インチ≒94.0-58.4-96.5 cm。5位のミス・ブラジル、ベラ・リベイロ（身長67インチ、スリーサイズ37-23-37インチ。以下数値のみ）、4位のミス・イングランド、パメラ・アン・サール（67、36-24-36）、3位のミスUSA、テリー・ハンティンドン（67、36-23-36）、2位のミス・ノルウェー、ヨルン・クリスチャンセン（68、35-24-35）とファイナル進出者の中では最も小柄だったが、バストは最大のリベイロと互角でヒップは上回った（トランジスターグラマー）。歴代のミス・ユニバースと比べても、初代のアルミ・クーセラ（65、34-23-34）、第2代のミス・フランス、クリスティアン・マルテル（66、33-22-35）、第3代のミスUSA、ミリアム・スティーブンソン（66、36-24-36）、第4代のミス・スウェーデン、ヒレヴィ・ロンビン（67、36-23-36）、第5代のミスUSA、キャロル・モリス（67、36-25-36）、第6代のミス・ペルー、グラディス・ツェンダー（67、36-23.5-36）、そしてルス・マリナ・スールアガ（64、35.5-23.5-35.5）のバスト、ヒップを全て上回り、ウエストはマルテルに次ぐ細さだった。『アサヒグラフ』8月9日号は「これぞクイーン・サイズ」と称え、児島の体型は永く記憶された。

### 1959年以後
児島は第8代ミス・ユニバースとして黄金のトロフィーなどの賞品、2500ドル（当時の為替レートで90万円）の賞金と8500ドル（306万円）の契約金を受け取り、契約に従ってアメリカ合衆国の各州や世界の各国を訪れた。一時は1貫200匁（4.5キログラム）も痩せるなど苦労もあったが、最後に1960年（昭和35年）7月、マイアミビーチで開かれた第9回世界大会で優勝したミスUSAのリンダ・ビメント（66、37-23-36）に栄冠を授けて大役を終えた。児島から日本代表を引き継いだ古野弥生はセミファイナルに進出したが、最終審査に残ることは出来なかった。
1961年（昭和36年）には日本航空パイロットとの婚約を発表した（『週刊平凡』12月13日号、『週刊明星』1962年1月7日号）が、翌年に予定されていた結婚には至らなかった。
1966年（昭和41年）4月29日、29歳で俳優の宝田明（当時32歳）と結婚。新婚旅行で訪れたロングビーチでは、現地の人が明子を覚えていてくれた、という宝田の証言がある。
1974年（昭和49年）1月の次男出産までの8年間に2男1女を授かったが、1984年（昭和59年）に離婚し、3人の子供を引き取って養育した。歌手の児島未散は長女で、宝田との最初の子供である。